# Zaječiny
Zaječiny (německy Sadol) jsou osada a část městyse Kunvald, od něhož leží asi tři kilometry severovýchodně. Osada se nachází na jihozápadním úbočí Předního kopce, západně od silnice, která spojuje Kunvald a Bartošovice v Orlických horách. Nachází se zde i kunvaldská obora. V lese nad touto osadou se vyskytuje linie objektů československého opevnění. Je zde také empírová hájovna.

## Historie
První písemná zmínka o vesnici pochází z roku 1720.